# Vetulina
Vetulina is een geslacht van sponsdieren uit de klasse van de Demospongiae (gewone sponzen).

## Soort
- Vetulina stalactites Schmidt, 1879